# Cagiva 900 Elefant
La 900 Elefant est un modèle de moto construit par la firme italienne Cagiva.

## Elefant 900 i.e. Lucky Explorer (1990-91)
En novembre 1989, on peut observer sur quelques revues spécialisées un nouveau modèle présenté dans un carénage blanc. Le prototype de la nouvelle version commerciale de l’Elefant. Il s’agit d’un modèle complètement revu, que ce soit côté moteur ou côté partie cycle.
La cylindrée du moteur, puisque le nouvel Elefant adopte la série de carter large (qui permet le montage de cylindres avec alésage de 92 mm et au-delà), est augmentée à 904 cm3. Il est repris de la marque Ducati.
Est aussi adopté l’innovatrice injection électronique qui donne d’excellents résultats en championnat du monde de Superbike. L’injection électronique Weber-Marelli atténue les problèmes de carburation causés par la différence de refroidissement du cylindre arrière, caché par les carénages, cadre, carburateurs... et du cylindre avant, constamment exposé aux flux d’air.
L’autre innovation est la commande d’embrayage hydraulique qui vient actionner un piston poussant sur une tige traversant de part en part le soubassement du moteur pour venir actionner l’embrayage.
Pour la partie cycle, mis à part le cadre en lui-même, on distingue particulièrement la roue avant de 19 pouces qui dénonce la vocation plus routière de ce modèle par rapport aux précédents, et le berceau moteur aluminium amovible du cadre.
Le modèle de série est présenté au Salon de la moto de Milan dans les maintenant traditionnelles couleurs Lucky Explorer, du cigarettier sponsor de la marque, Lucky Strike. Il arbore un splendide sabot moteur en aluminium brossé, mais contrairement au prototype, il n’adopte pas le nouveau système d’embrayage.
Le moteur est le sus-cité Ducati 904 cm3 refroidi par air et huile, doté d’une injection électronique Weber-Marelli, d’une boite 5 vitesses et d’un démarreur électrique.
Le cadre est un dérivé de la structure de celui des machines de compétitions qui ont gagné le Dakar et se révèle être le vrai point fort de cette nouvelle évolution de l’Elefant. Il est divisible en trois parties pour permettre un démontage plus facile du moteur et des suspensions. Ces dernières sont toujours un excellent combiné de monoamortisseur Öhlins pour l’arrière et fourche Marzocchi de 41,7 mm à l’avant. Le tout donne à la nouvelle Elefant 900 i.e. beaucoup de sérieux, une agilité et une facilité de guidage excellentes, que ce soit sur route ou sur terre.
Il s'agit d'une série limitée destinée à célébrer la victoire d'Orioli au Paris-Dakar, vendue à 1 000 exemplaires dans le monde. En France, 92 exemplaires ont été vendus en 1990 et 25 l'année suivante. Elle reste aujourd’hui la figure de proue des Cagiva Elefants de série. Elle est recherchée et sa cote reste relativement élevée.

## Elefant 900 i.e. GT (1991-92)
Pour aller à la rencontre des exigences grand-tourisme, qui représente maintenant l’emploi prédominant de ce type de moto, l’Elefant GT remplace le modèle Lucky Explorer fin 1991 .
Elle est rabaissée grâce au raccourcissement de la longueur (- 1 cm sur le monoamortisseur Ohlins) et de la course des suspensions (21 cm au lieu de 23 avec une fourche portée à un diamètre des tubes de 45 mm au lieu de 41,7 et une course arrière de l'amortisseur de 19 cm plutôt que 23).

Le nombre de vitesses est porté à 6. La commande et l’embrayage vu l’année précédente sur le prototype sont adoptés. La puissance passe à 64 chevaux et le couple à près de 7 mkg. Ce sera l'Elefant de série la plus puissante.

Le poids est en baisse de 3 kg.

## Elefant 900 AC (1993-96)

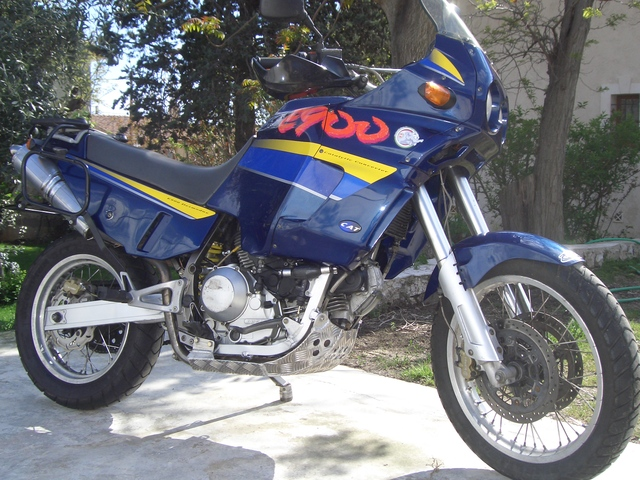
Elefant AC

À la fin de l’année 1992 est présentée une nouvelle version du modèle avec des modifications substantielles : l’injection électronique est abandonnée au profit de carburateurs, deux Mikuni de 38 mm.
En abandonnant la coûteuse injection, l’unique frein avant Nissin est remplacé par un double Brembo de la même taille (296 mm).
Au rayon des suspensions apparaît une fourche Showa inversée de 43 mm pour remplacer la Marzocchi alors que disparait le monoamortisseur Öhlins qui est remplacé par un Boge.
La puissance tombe à 61 ch à 6 500 tr/min et le couple à 7 mkg à 5 000 tr/min.
Le nouveau silencieux est catalysé, un seul radiateur, cadre différent (roulements, support de biellette d'amortisseur), les carénages évoluent également avec une pièce de guidage de flux d'air reliant les 2 flancs avant
La nouvelle robe graphique présente une ligne caractérisée des superstructures de couleur pourpre métallisé et or. Cette version de l’Elefant est commercialisée à partir du printemps de 1993.
Avec la commercialisation de ce nouveau modèle d’Elefant, l’absence de l’injection électronique permet une baisse du prix de catalogue qui aurait pu s’avérer bénéfique pour les ventes d’une moto jusqu’ici onéreuse à l’achat.

## Ducati e900 (1994-1995)
La Cagiva Elefant 900 AC a été commercialisée sur le marché américain sous la marque ducati.